# Search and Destroy (pel·lícula de 1995)
Search and Destroy és una pel·lícula dramàtica de 1995 basada en una obra de teatre de Howard Korder i dirigida per David Salle. Els protagonisets són Griffin Dunne, repetint el seu paper a la producció teatral, Rosanna Arquette, Illeana Douglas, Ethan Hawke, Dennis Hopper, John Turturro i Christopher Walken, i presenta Martin Scorsese com "El comptable". Salle va ser nominada al Gran Premi Especial del Festival de Cinema Americà de Deauville.

## Argument
Martin Mirkhein, de mitjana edat (Griffin Dunne), és un complet fracàs. Ha endeutat un negoci d'èxit, el seu matrimoni s'està enderrocant i ara deu a l'IRS 147.956 dòlars en impostos endarrerits. Potser Martin no té gaire a favor, però ha llegit "Daniel Strong", una novel·la d'autoajuda més venuda del popular guru de la televisió Dr. Waxling (Dennis Hopper). Ara vol convertir la novel·la en una gran pel·lícula. Per fer-ho, Martin necessita els drets i els ingressos. Tenint en compte la seva personalitat desagradable i la seva terrible trajectòria, no serà fàcil aconseguir-ne cap. Es proposa reunir-se amb el Dr. Waxling, però acaba dormint amb l'ajudant de guionista de Waxling, Marie (Illeana Douglas). Decidits a fer una pel·lícula, Martin i Marie es traslladen a Nova York. Allà s'impliquen amb el ric Kim Ulander (Christopher Walken), un enigmàtic home de negocis amb tendències peculiars i un desig reprimit de viure perillosament. Si no tenen cura, és possible que aquest duet atrevit no surti amb vida d'aquest acord.

## Repartiment
- Griffin Dunne com a Martin Mirkheim
- Dennis Hopper com el Dr. Luther Waxling
- Christopher Walken com a Kim Ulander
- John Turturro com a Ron
- Ethan Hawke com a Roger
- Rosanna Arquette com a Lauren Mirkheim
- Robert Knepper com a Daniel Strong
- Illeana Douglas com a Marie Davenport
- Martin Scorsese com a The Accountant
- Jason Ferraro com el jove Daniel Strong
- David Thornton com a Rob
- Karole Armitage com a ballarina de Red River Valley
- Dan Hedaya com a Sastre

## Comentaris
Search and Destroy manté una valoració positiva del 33% a Rotten Tomatoes.